# Valfréjus

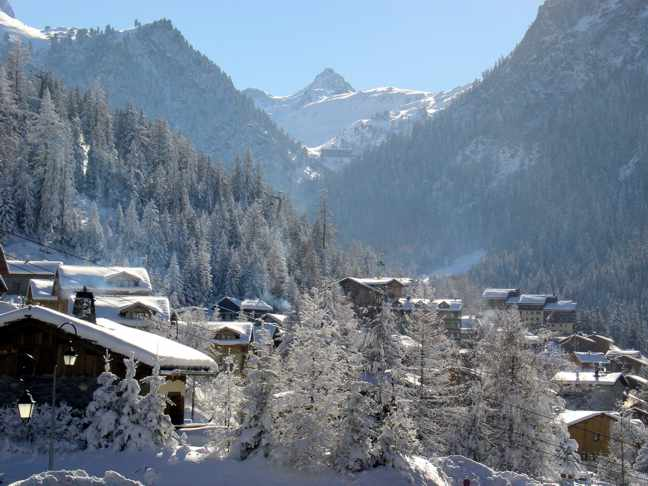
Valfréjus im Winter

Valfréjus ist ein Wintersportort im Département Savoie in der französischen Region Auvergne-Rhône-Alpes. Er liegt auf 1550 m Höhe auf den Ausläufern des Berges Pointe du Fréjus (2917 m). Politisch gehört Val Fréjus zur Gemeinde Modane.
Das Skigebiet umfasst 65 Pistenkilometer.
Die zur Wintersaison 2009/2010 neu in Betrieb genommene 8er-Einseilumlaufbahn Arrondaz führt zum Plateau d'Arrondaz auf eine Höhe von gut 2200 m, wo das schneesichere Hauptgebiet beginnt. Mit der ebenfalls zur Wintersaison 2009/2010 neu in Betrieb genommenen kuppelbaren Sesselbahn Punta Bagna kann die Gipfelstation auf dem Berg Punta Bagna auf 2737 m Höhe erreicht werden.
Mit Beginn der Wintersaison 2010/2011 ist die 2003 erstellte, aber unter heutigen Gesichtspunkten als langsam zu bezeichnende fixgeklemmte 4er-Sesselbahn Ramoure nicht mehr in Betrieb. Die Bahn mit Einstiegsförderband aus dem Hause Poma stellte den Anschluss von der fixgeklemmten 4er-Sesselbahn Charmasson als zweiter Zubringer zum Plateau d'Arrondaz dar.
Ebenfalls nicht mehr in Betrieb zur Wintersaison 2010/2011 ist die deutlich ältere fix geklemmte Sesselbahn vom Pas Du Roc zur Punta Bagna, diese wird in der Wintersaison 2011/2012 durch eine moderne Bahn bisher unbekannter Bauart ersetzt. Nach Ausbau der Beschneiung bis zum Plateau d'Arrondaz im Sommer 2006 und den beiden im Sommer 2009 erbauten neuen Bahnen wird das Skigebiet damit weiterhin konsequent modernisiert.
Die 13 km lange blaue Abfahrt Jeu führt am Ouvrage Pas du Roc und am Ouvrage Le Lavoir vorbei, beides Bunker der alpinen Maginotlinie.
Das Ouvrage Pas du Roc wurde am 24. Juni 1940 von italienischen Truppen der 1. Infanteriedivision „Superga angegriffen. Zusammen mit dem benachbarten Ouvrage Arrondaz konnte der Angriff zurückgewiesen werden.

## Sehenswürdigkeiten
- Rekonstruiertes Eingangsmonument des Mont-Cenis-Tunnels mit Museum
- La maison penchée
- Notre Dame du Charmaix